# Maestrazgo
Maestrazgo – okręg (hiszp. comarca) Hiszpanii, w Aragonii, w prowincji Teruel.

## Podział administracyjny
W skład okręgu wchodzą:
- Allepuz
- Bordón
- Cantavieja
- Cañada de Benatanduz
- Castellote
- Fortanete
- La Cuba
- La Iglesuela del Cid
- Mirambel
- Miravete de la Sierra
- Molinos
- Pitarque
- Tronchón
- Villarluengo
- Villarroya de los Pinares